# Carl Edward Hellmayr

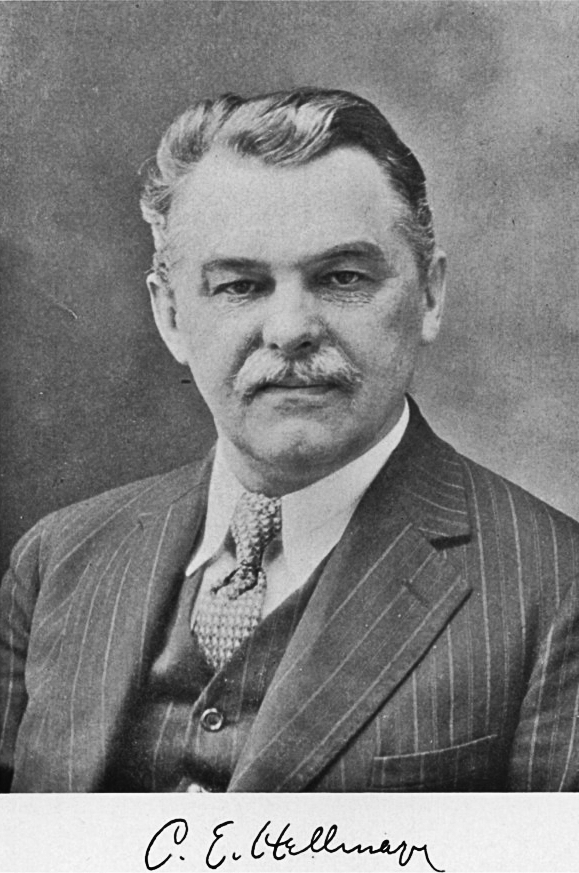
Imagem de Carl Edward.

Carl Edward (ou Eduard) Hellmayr (1878-1944) foi um zoólogo austríaco.